# Our National Parks
Our National Parks est un livre de l'Américain John Muir publié en 1901 chez Houghton Mifflin. Il s'agit d'une invitation à visiter les premiers parcs nationaux du pays, desquels l'auteur a été un fervent promoteur durant la deuxième moitié de sa vie.